# Radohova vas
Radohova vas este o localitate din comuna Ivančna Gorica, Slovenia, cu o populație de 189 de locuitori.